# Pterolophia uniformipennis
Pterolophia uniformipennis là một loài bọ cánh cứng trong họ Cerambycidae.